# Paunovac
Paunovac falu Horvátországban Kapronca-Kőrös megyében. Közigazgatásilag Sokolovachoz tartozik.

## Fekvése
Kaproncától 9 km-re délnyugatra, községközpontjától 5 km-re keletre a  Bilo-hegység nyugati részén fekszik.

## Története
A falunak 1857-ben 59, 1910-ben 99 lakosa volt. Trianonig Belovár-Kőrös vármegye Kaproncai járásához tartozott. 2001-ben a falunak 39 lakosa volt.

## Külső hivatkozások
Sokolovac község hivatalos oldala